# Ким Сон Мин
Ким Сон Мин (кор. 김성민?, 金成民?, род. 29 июня 1987, Чонджу) — южнокорейский дзюдоист, призёр чемпионата мира, чемпион Азии.
Родился в 1987 году. В 2010 году стал обладателем бронзовой медали чемпионата мира по дзюдо среди команд. В 2011 году завоевал серебряную медаль чемпионата Азии и бронзовую медаль чемпионата мира. В 2012 году стал обладателем бронзовой медали чемпионата Азии, а на Олимпийских играх в Лондоне занял 5-е место. В 2013 году стал чемпионом Восточноазиатских игр. В 2014 году стал обладателем бронзовой медали Азиатских игр.